# یوستوس هنینگ بوهمر
یوستوس هنینگ بوهمر (انگلیسی: Justus Henning Böhmer; ۲۹ ژانویهٔ ۱۶۷۴ – ۲۳ اوت ۱۷۴۹) نظریه‌پرداز حقوق، و استاد دانشگاه اهل آلمان بود.